# Vinicius und Tom
Vinicius und Tom (portugiesisch Vinícius e Tom) sind die offiziellen Maskottchen der Olympischen Sommerspiele 2016 (Vinicius) und der Sommer-Paralympics 2016 (Tom) in Rio de Janeiro.

## Beschreibung
Vinicius und Tom sind Fabelwesen. Vinicius, eine Mischung verschiedener Tierarten, sieht einer Katze ähnlich und repräsentiert die Fauna Brasiliens. Tom stellt eine Kombination verschiedener Waldpflanzen dar, er symbolisiert die brasilianische Flora. Die gelben und grünen Blätter auf Toms Kopf verweisen auf die Nationalfarben Brasiliens. Die Namen der Maskottchen stehen für Vinícius de Moraes und Antônio „Tom“ Carlos Jobim, die den weltbekannten Bossa-Nova-Titel The Girl from Ipanema schufen.

## Entstehung
Nachdem im Oktober 2009 die Entscheidung für Rio de Janeiro als Austragungsort der Olympischen Sommerspiele gefallen war, begannen Luciana Eguti und Paulo Muppet, die Gründer des brasilianischen Animations- und Designstudios Birdo, mit dem Entwurf der Maskottchen. Im November 2014 wurden die beiden Figuren der Öffentlichkeit präsentiert. Die Öffentlichkeit wurde dazu aufgerufen, mittels einer Abstimmung über die Namen der Maskottchen zu entscheiden. Zur Wahl standen Oba und Eba, Tiba Tuque und Esquindim und Vinicius und Tom. Von über 320.000 Abstimmenden entschieden sich bis zum Stichtag am 14. Dezember 2014 etwa 44 Prozent für Vinicius und Tom.

## Zeichentrickserie
Für den brasilianischen Ableger des Pay-TV-Senders Cartoon Network wurde eine Zeichentrickserie mit den beiden Maskottchen als Hauptdarsteller produziert. Die Serie trägt den Titel Vinícius e Tom: Divertidos por Natureza (deutsch Vinicius und Tom: Spaß in der Natur). Die 32 Episoden haben eine Länge von jeweils etwa zwei Minuten. Die erste Folge wurde am 5. August 2015, also genau ein Jahr vor der Eröffnungsfeier der Olympischen Spiele in Rio de Janeiro, ausgestrahlt.

## Sonstiges
Der Spielzeughersteller Lego präsentierte im Mai 2016 die Figuren Vinicius und Tom als Bausatz und nahm damit erstmals ein olympisches und ein paralympisches Maskottchen in sein Sortiment auf.